# Azuaga
Azuaga este un oraș din Spania, situat în provincia Badajoz din comunitatea autonomă Extremadura. Are o populație de 8.536 de locuitori.